# Gare de Châteauponsac
La gare de Châteauponsac est une gare ferroviaire fermée, située sur la ligne de Mignaloux - Nouaillé à Bersac. Elle se trouve dans la commune de Châteauponsac, dans le département de la Haute-Vienne.

## Situation ferroviaire
Établie à 298 mètres d'altitude, la gare de Châteauponsac était située au point kilométrique (PK) 438,73 de la ligne de Mignaloux - Nouaillé à Bersac, aujourd'hui fermée entre Le Dorat et Bessines, entre les gares de Droux et de Bersac.

## Histoire
La gare de Châteauponsac est ouverte au trafic le 23 décembre 1867, puis fermée aux voyageurs le 1er juillet 1939 et au trafic des marchandises le 30 avril 1987.
La section Le Dorat - Châteauponsac est déclassée le 26 juillet 1973, et la section Châteauponsac - Bessines-sur-Gartempe l'est le 15 novembre 2006.

Installations de la gare
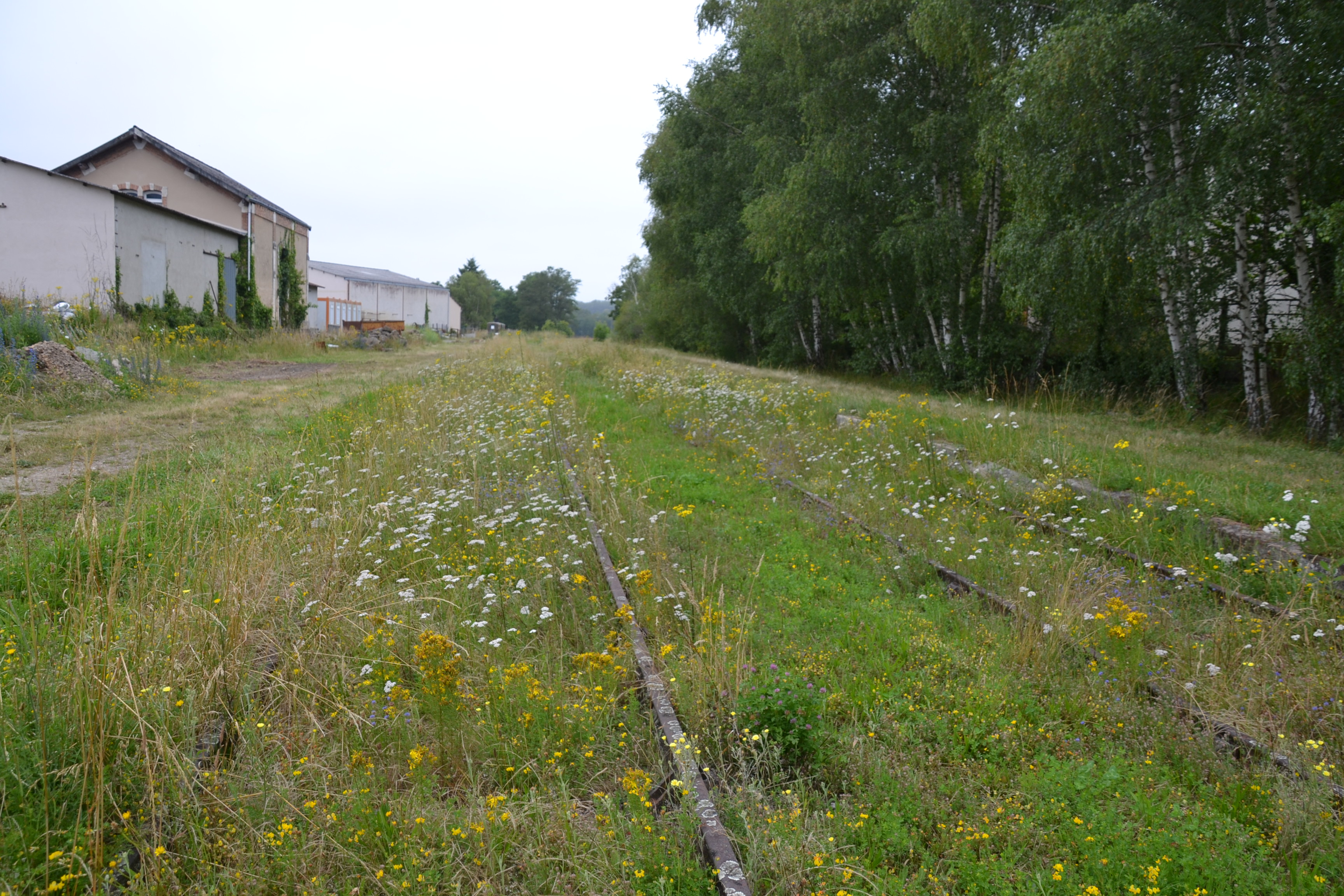
L'état des voies en gare de Châteauponsac en 2020.
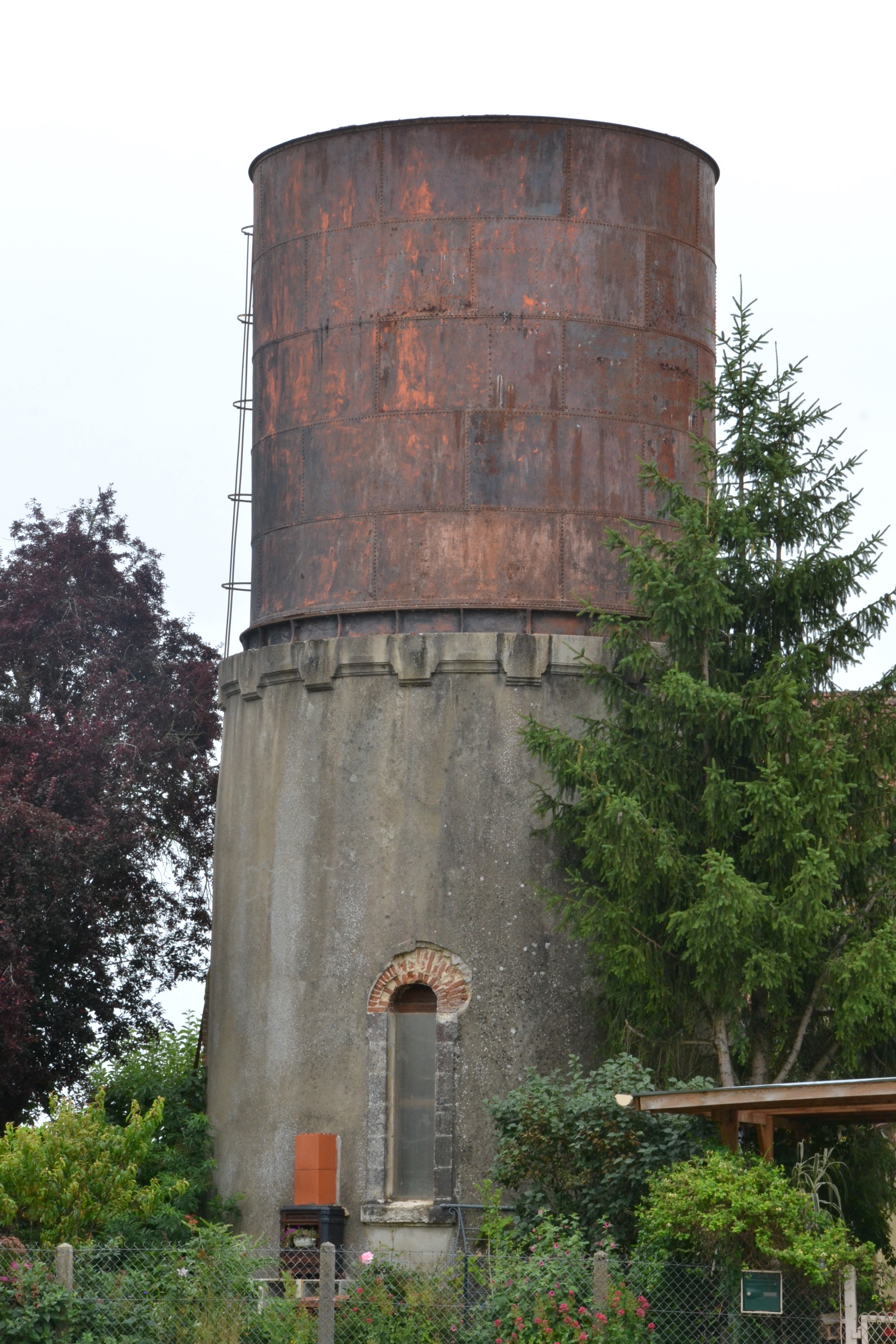
Le château d'eau.